# Bullet Tree Falls
Bullet Tree Falls är en ort i Belize. Det ligger i distriktet Cayo, i den centrala delen av landet, 40 km väster om huvudstaden Belmopan. Bullet Tree Falls ligger 69 meter över havet och antalet invånare är 2 124.
Terrängen runt Bullet Tree Falls är platt åt sydost, men åt nordväst är den kuperad. Bullet Tree Falls ligger nere i en dal. Närmaste större samhälle är San Ignacio, 4,5 km öster om Bullet Tree Falls.
Omgivningarna runt Bullet Tree Falls är en mosaik av jordbruksmark och naturlig växtlighet. Runt Bullet Tree Falls är det glesbefolkat, med 10 invånare per kvadratkilometer.